# Xatcobeo
XaTcobeo — первый ИСЗ, разработанный в Галисии, Испания. Первоначальное наименование проекта Dieste. Спутник разработан группами учёным из разных подразделений (Телекоммуникационные технологии, Промышленное производство, Вычислительной техники) Университета Виго под руководством Фернандо Агуадо, Национальным институтом аэрокосмической техники и при поддержке государственного предприятия Retegal из Галисии. Проект был представлен в ЕКА для запуска новой РН Вега. Ориентировочные сроки активного существования составят от 6 до 12 месяцев. Стоимость проекта составляет 1,2 млн евро. Финансовое участие в проекте распределено следующим образом: 50 % — Министерство Научных исследовании Королевства Испания, 25 % — государственное предприятие Retegal из Галисии, 25 % — бюджеты университетов Виго и НИАТ.
Форм-фактор спутника — CubeSat. Основная миссия спутника — исследования, связанные со спутниковыми коммуникациями и использованием солнечной энергии на ИСЗ. Будет проведена адаптация модели связи между спутником и станцией слежения на Земле — в кампусе колледжа телекоммуникаций Виго. Дополнительная миссия — анализ уровня излучения в кольцах Ван Аллена- области, которая окружает Землю на высоте от 1500 до 16000 километров, с высокой энергией частиц: протонов и электронов. Результаты миссии после обработки будут представлены на международных тренингах в 2013 году. Один из тренингов будет проведён в Новосибирске.. Наноспутник был разработан согласно стандартным критериям качества, которые требует Европейское космическое агентство и был подвергнут нескольким тестам вибрации и термостойкости.

## Цели и снаряжение
- Проверка новой системы измерения количества ионизирующего излучения (RDS).
- Разработка нового программного обеспечения для реконфигурируемых радиосистем (SRAD).
- Экспериментальная система развёртывания солнечных батарей (PDM).
- Получение студентами знаний и опыта.[4].

Основной целью миссии является развёртывание XaTcobeo, на основе стандарта 1U «CubeSat» (10 см х 10 см х 10 см) в пространстве, а также наземный сегмент, который строится в университете Виго. Этот спутник в настоящее время разрабатывается для транспортировки c двумя полезными нагрузками: программное обеспечение для реконфигурируемых радиосистем (SRAD) и системы для измерения количества ионизирующего излучения (RDS). Существует также экспериментальная солнечная система развёртывания панели (PDM).

### SRAD
SRAD (сокр. англ. The Software Defined Radio — Радиосвязь с программируемыми параметрами) представляет собой новый способ передачи информации для реконфигурируемых радиосистем, которая использует поле программируемых вентильных матриц (FPGA). Члены команды ожидают получить возможность использования канала связи со спутником, чтобы изменить встроенные модуляции и восстановить линии связи с перепрограммированными модуляциями. Эта технология может сыграть очень важную роль в будущих космических полётах, так как она предоставляет возможность полностью пересмотреть систему связи с космическими аппаратами после запуска.

### RDS
RDS (сокр. англ. The Radiation Displacement Damage Sensor — Изменение радиационного повреждения датчика) — дозиметр неионизирующего излучения, основанный на кремниевых диодах с удлинённой пластинкой для измерения кинетической энергии тяжёлых частиц, в частности, быстрых нейтронов. Так как спутник будет выведен на нестандартную Низкую околоземную орбиту, то RDS будет иметь уникальную возможность для сопоставления излучения в этой области пространства.

### PDM
PDM (сокр. англ. The Panel Deployment Mechanism — Механизм развёртывания панелей) — новый механизм развёртывания панелей солнечных батарей, который будет протестирован в этой миссии. Если PDM развернёт панели должным образом, это обеспечит дополнительную электроэнергию, расширяя жизнь Xatcobeo и повышая эффективность космического аппарата. Это позволит использовать более сложную и мощную полезную нагрузку на будущие полёты.